# Amélie Sandmann
Amélie Sandmann (* 3. März 1967 in Aachen, bürgerlich Amélie Sandmann-Mauser) ist eine deutsche Sängerin, die auch als Schauspielerin und Synchronsprecherin arbeitet.

## Leben
Amélie Sandmann wurde in Aachen geboren und wuchs zunächst im belgischen Löwen, dann in München auf. Die Sängerin und Schauspielerin stand bereits im Alter von drei Jahren als „Schneewittchen“ erstmals auf der Bühne, zur selben Zeit besuchte sie eine Ballettschule, drei Jahre später bekam sie ihren ersten Klavierunterricht und sang im Kinderchor. Ihre Ausbildung zur Opern- und Konzertsängerin erhielt sie in München bei Maria Janina Hake und am „Conservatori de Música del Liceu“ in Barcelona. Sie belegte zahlreiche Meisterkurse und Seminare, u. a. bei Renata Scotto, Daphne Evangelatos, Teresa Berganza, Thomas Hampson und Daniel Kotlinski (Gesang), sowie an diversen Schauspielschulen, wie „LAMDA“ (Shakespeare Summer) und dem „Method Studio“ in London (Lee-Strasberg-Methode), Martz & Walker (Meisner-/Conrad-Technik) und erhielt privaten Schauspielunterricht von Doris Schade (Otto-Falckenberg-Schule/Münchner Kammerspiele).
Als Sopranistin hat sie sich vor allem durch ihre Vielseitigkeit einen Namen gemacht; so ist sie in unterschiedlichsten Genres, wie Oper und Operette, Liedgesang, Chanson bis hin zum Jazzschlager zuhause.
Internationale Engagements führten sie u. a. nach Zürich, Paris, Rom, Barcelona, China, Indien und Mexiko; zudem war sie Gast renommierter Festivals, wie der Salzburger Festspiele, des Klavier-Festivals Ruhr, der Europäischen Wochen Passau und des Kissinger Sommers.
Im Bereich Musik- und Sprechtheater sang und spielte Amélie Sandmann u. a. über mehrere Jahre die Titelpartie in der Operettensatire „Felizitas, die Zigeunerprinzessin“ (Toni Mauser jun./sen.) oder stand im Rahmen einer ungewöhnlichen Inszenierung des „Jedermann“ (Hugo von Hofmannsthal) unter der Regie von Georg Blüml beim Kulturwald-Festival sowohl als „Buhlschaft“, als auch als „Mammon“ auf der Bühne.
Zudem wirkt sie regelmäßig in diversen Film- und Fernsehproduktionen mit.
Sandmann ist die Ehefrau Siegfried Mausers.
1989 hatte sie – vor Beginn ihrer Ausbildung zur klassischen Opern- und Konzertsängerin – mit Hallo Alf, hier ist Rhonda auch im Genre des Deutschen Schlagers einen Hit, der zwölf Wochen in den deutschen Single-Charts stand. Das Lied sang sie gemeinsam mit Alf-Sprecher und Schauspieler Tommi Piper bei Polydor ein.

## Rollen
Bühne (Auswahl):
- Marcellina in „Le Nozze di Figaro“ (Wolfgang Amadeus Mozart), Leitung: Rüdiger Lotter, Konzerthaus Blaibach 2022
- Buhlschaft/Mammon in Jedermann (Hugo von Hofmannsthal), Regie: Georg Blüml, Kulturwald-Festival 2012
- Ferkelchen / schwache Prostituierte in Bordellballade (Singspiel von Moritz Eggert und Franzobel), Kulturwald-Festival 2010
- Felizitas/Maria Hellmann in Felizitas, die Zigeunerprinzessin (Operettensatire von Toni Mauser jun.), Regie: Georg Blüml, Musikal. Leitung: Siegfried Mauser, Kulturwald-Festival 2009 und Tournee
- Caterina Valente u. a. Rollen in Komm’ ein bißchen mit… (Jazzschlager-Revue), mit Damenwunder & Band (vormals: Fräuleinwunder & Band), Regie: Monika Baumgartner, Musikalische Leitung: Michael Gumpinger, Tournee seit 2006

Film / Rundfunk / Fernsehen:
- 2022 Episodenrolle in „Watzmann ermittelt“, TV-Serie, Das Erste, Regie: John Delbridge
- 2018 Episodenhauptrolle in Aktenzeichen XY ... ungelöst – Hausbesuch, TV-Magazin, ZDF, Regie: David Carreras
- 2018 Gastrolle als Heilerin in Haunted – Seelen ohne Frieden – Die Besetzung, Mystery-Doku, TLC, Regie: Kirim Schiller
- 2017 Kriminalkommissarin Annika Schubert in Aktenzeichen XY ... ungelöst – Jahrzehnte ohne Identität, TV-Magazin, ZDF, Regie: Robert Sigl
- 2016 Episodenhauptrolle in Schicksale – und plötzlich ist alles anders, TV-Serie, Sat.1, Regie: Patrick Freiheit
- 2015 Hauptrolle in Baiser Volé – Romanze in moll, Kurzfilm, Lunaworx, Regie: Johannes Maria Brunner
- 2012 Mutter/Frau Sandoval in Ein Moment zum Schluss, Kurzfilm, Makromedia Hochschule, Regie: Johannes Kotzke,
- 2012 Hörbuch Das Wunder der Dankbarkeit  von Manfred Mohr (Eingesprochene Texte von Bärbel Mohr), Argon Verlag, Berlin[4]
- 2011 Mamma Francesca, Deckname Luna, Zweiteiler, Regie: Ute Wieland, ZDF
- 2010–2011 Frau Pütz in der Serie Dahoam is Dahoam, Bayerischer Rundfunk

## Lesungen
- 2013 Zeigerloser Weg von Dagmar Tollwerth – Buchpremiere in der Galerie Rasch in Kassel
- 2012 Hesse und Mozart – Lesekonzert (Rezitation aus Texten von Hermann Hesse) Badenweiler Literaturtage
- 2011 Franz Liszt: Seine Lieder, sein Leben, seine Leidenschaft – halbszenische Lesung (Gasteig München, Kleiner Konzertsaal)
- Aus dem Leben der Alma Mahler-Werfel – halbszenische Lesung (Gasteig München, Kleiner Konzertsaal Februar 2011), Rolle: Alma Mahler, Bühnenpartner: Matthias Junker, Konzeption: Donald Sulzen
- Fréderic Chopin und Georges Sand (u. a. Steingräberhaus Bayreuth, März 2010)
- Der Prozess – Schumann contra Wieck – Rolle: Clara Schumann (u. a. Gasteig, Kleiner Konzertsaal 2010)
- In Schumann’s Welt – aus dem biographischen Roman von Peter Härtling, Szenische Lesung (u. a. Schloss Elmau 2007/2008 Bühnenpartner: Rolf Boysen bzw. Thomas Holtzmann)